# Sipapoantha ostrina
Sipapoantha ostrina är en gentianaväxtart som beskrevs av B. Maguire och B.M. Boom. Sipapoantha ostrina ingår i släktet Sipapoantha och familjen gentianaväxter. Inga underarter finns listade i Catalogue of Life.